# Buttenhausener Eichhalde
Die Buttenhausener Eichhalde ist ein Naturschutzgebiet auf dem Gebiet der baden-württembergischen Stadt Münsingen, Gemarkung Buttenhausen im Landkreis Reutlingen.

## Kenndaten
Das Gebiet wurde mit Verordnung des Regierungspräsidiums Tübingen vom 18. August 1994 als Naturschutzgebiet ausgewiesen und hat eine Größe von 34,4 Hektar. Es wird unter der Schutzgebietsnummer 4.246 geführt. Der CDDA-Code für das Naturschutzgebiet lautet 162666 und entspricht der WDPA-ID. 

## Lage
Das Naturschutzgebiet ist ein Südwesthang des Tals der Großen Lauter und liegt direkt an den Ort angrenzend nordwestlich der Münsinger Ortschaft Buttenhausen. Es ist umgeben von dem 9886 Hektar große Landschaftsschutzgebiet Nr. 4.15.134 Großes Lautertal, gleichzeitig ist es Teil des 3.304 Hektar großen FFH-Gebiets Nr. 7622-341 Großes Lautertal und Landgericht. Das NSG Buttenhausener Eichhalde liegt im Naturraum 095-Mittlere Flächenalb innerhalb der  naturräumlichen Haupteinheit 09-Schwäbische Alb.

## Schutzzweck
Schutzzweck ist laut Schutzgebietsverordnung die Erhaltung der für das Große Lautertal außerordentlich landschaftsprägenden, linksseitig der Lauter gelegenen Hangflächen mit Wacholderheiden unterschiedlicher Ausprägung, Halbtrockenrasen, Wiesen, Felsbildungen, Steinriegeln, Hecken, Gebüschen und Wälder. Außerdem die Erhaltung, Pflege und Verbesserung extensiv genutzter, artenreicher Halbtrockenrasen mit zahlreichen seltenen und zum Teil stark gefährdeten Pflanzen‑ und Tierarten sowie die Sicherung und Pflege des offenen Steilhanges sowie teilweise angrenzender Flächen als Bindeglied zum dortigen Waldrand, der Lebensraum einer artenreichen Pflanzen‑ und Tiergemeinschaft ist. Das Gebiet ist Rückzugsraum für zahlreiche Arten aus der umgebenden Agrarlandschaft, insbesondere dient es als Brutstätte stark gefährdeter Vogelarten.

## Flora
Als typische Art der Magerrasen kommt die Küchenschelle (Pulsatilla vulgaris) innerhalb des Naturschutzgebiets recht zahlreich vor wie auch die Bocks-Riemenzunge (Himantoglossum hircinum).

## Fauna
Nachgewiesen wurden Grüner Flechtenrindenspanner (Cleorodes lichenaria), Brauner Bär (Arctia caja), Wolfsmilchschwärmer (Hyles euphorbiae), Grünbrauner Bindenspanner (Colostygia aptata), Augentrost-Kapselspanner (Perizoma blandiata), Bergulmen-Spanner (Venusia blomeri), Gesäumte Glanzeule (Amphipyra perflua), Grüneule (Calamia tridens) sowie Vierpunkt-Flechtenbärchen (Lithosia quadra).